# Roald Amundsen
Roald Engebreth Gravning Amundsen (16 tháng 7 năm 1872 - tháng 6 năm 1928) là một nhà thám hiểm người Na Uy. Ông dẫn đầu cuộc thám hiểm Nam Cực thành công đầu tiên vào khoảng giữa 1910 và 1912. Ông mất tích trong một chuyến đi cứu hộ tháng 6 năm 1928.

## Thời niên thiếu
Amundsen sinh ra trong một gia đình Na Uy có truyền thống làm chủ tàu và thuyền trưởng ở Borge, gần Sarpsborg. Cha ông là Jens Amundsen. Là con thứ tư trong gia đình, mẹ ông ngăn cấm ông khỏi nghề biển của gia đình và tạo sức ép buộc ông phải trở thành một bác sĩ, một lời hứa mà Amulsen chỉ giữ đến khi bà mất. Bởi, đã từ lâu Amundsen giấu kín khát khao trở thành một nhà thám hiểm của mình, được ảnh hưởng bởi chuyến đi vượt Greenland của Fridtjof Nansen năm 1888 và chuyến thám hiểm thất bại của John Franklin. Ông khẳng định ước mơ này của mình ngay sau khi mẹ mất. Năm đó ông 21 tuổi.

## Những chuyến bộ hành vùng Cực

### Đoàn thám hiểm Nam Cực Bỉ 1897-1899
Amundsen làm trợ lý cho Adrien de Gerlache trong đoàn thám hiểm Nam Cực của Bỉ vào năm 1897-1899. Cùng với con tàu the Belgica, họ trở thành đoàn thám hiểm đầu tiên trú đông ở Nam Cực. Rủi thay, The Belgica, do vô ý hay cố ý, bị kẹt trong băng trên vĩ độ 70°30' Nam gần Alexander Land, về phía Tây bán đảo Nam Cực. Thủy thủ đoàn phải chịu đựng một mùa đông khắc nghiệt chủ yếu là vì khâu chuẩn bị bê bối. Theo phỏng đoán của Amundsen, vị bác sĩ người Mỹ của đoàn, American Frederick Cook, đã cứu sống họ bằng cách đi săn thú và cho họ ăn thịt sống, một bài học quan trọng cho những chuyến thám hiểm về sau.

### Vượt lối thông Tây Bắc
Năm 1903, Amundsen dẫn đầu đoàn thám hiểm cùng với sáu người khác trên con tàu Gjøa, lần đầu tiên vượt thành công lối thông Tây Bắc (Northwest Passage) giữa Đại Tây Dương và Thái Bình Dương, là lối thông mà các nhà thám hiểm từ thời Christopher Columbus, John Cabot, và Henry Hudson đã từng thử sức và thất bại. Họ đi dọc vịnh Baffin, Lancaster và eo biển Peel, cùng các eo biển James Ross và Rae để khảo sát đất và băng từ Gjoa Haven, Nunavut, Canada trong hai mùa đông liến tiếp.
Trong suốt khoảng thời gian này, Amundsen học từ những người Netsilik các kỹ năng sống còn ở vùng cực mà ông cần đến, chẳng hạn như cách dùng chó kéo xe và cách ăn mặc. Tiếp tục hành trình về phía Nam đảo Victoria, con tàu vượt quần đảo Bắc Cực vào ngày 17 tháng 8 năm 1905, nhưng phải dừng chân trú đông trước khi đến Nome, thuộc bờ Thái Bình Dương của lãnh thổ Alaska. Cách đó năm trăm dặm là thành phố Eagle, Alaska. Amundsen đã đến đó để gửi một thông điệp (người nhận trả tiền) vào ngày 5 tháng 12 năm 1905. Sau đó, ông tiếp tục đến Nome vào năm 1906. Vì đây là một cảng nước nông (1 mét) mà nhiều tàu lớn hơn không thể dùng con đường này.

## Chuyến thám hiểm Nam Cực

### Thay đổi kế hoạch
Sau khi vượt lối thông Tây Bắc, Amundsen dự định hướng đến Bắc Cực và thám hiểm vịnh (?) Bắc Cực. Năm 1909, sau khi được biết Frederick Cook và Robert Peary lần lượt là những người đầu tiên chinh phục Cực Bắc, ông thay đồi kế hoạch. Sử dụng con tàu Fram (tên tiếng Anh là "Forward"), trước đó được dùng bởi Fridtjof Nansen, Amundsen dong buồm về Nam Cực vào năm 1910. Trong quyển sách của ông, The South Pole, ông cần phải chinh phục Nam Cực để có tiền tài trợ cho chuyến đi Bắc Cực ông đã dự định. Để chuẩn bị cho chuyến đi này, Amundsen đã cẩn thận nghiên cứu tài liệu và các ghi chép trước đó của các đoàn thám hiểm trước. Đồng thời, ông đúc kết những kinh nghiệm bản thân và kết hợp với các tư liệu để vạch nên một kế hoạch chu đáo cho chuyến đi.
Amundsen không tiết lộ cho ai biết về chuyện thay đổi kế hoạch ngoại trừ em trai ông, Leon và Thorvald Nilsen, chỉ huy tàu Fram. Amundsen sợ rằng Nansen sẽ từ chối cho ông dùng con tàu, nhưng thật ra, sau khi được biết việc này, Nansen ủng hộ ông tuyệt đối. Đồng thời, ông cũng không muốn Robert Falcon Scott biết về sự cạnh tranh của ông ở vùng Cực. Nhưng về sau Scott khẳng định rằng sự hiện diện của Amundsen không làm ảnh hưởng gì đến kế hoạch của chính ông. Kế hoạch ban đầu đưa con tàu vượt qua Horn để đến eo biển Bering. Amundsen đợi đến khi Fram đến Madeira mới thông báo việc đổi kế hoạch cho thủy thủ đoàn. Trái với lo sợ của ông, tất cả đều đồng ý đi tiếp. Leon thông báo tin này với công chúng vào ngày 2 tháng Mười. Trong thời gian ở Madeira, Amundsen gửi một bức điện tín đến Scott, báo cho ông biết thay việc đổi đích đến: "XIN BÁO VỚI NGÀI FRAM ĐANG ĐẾN NAM CỰC -- AMUNDSEN".

### Có mặt tại vịnh Cá Voi

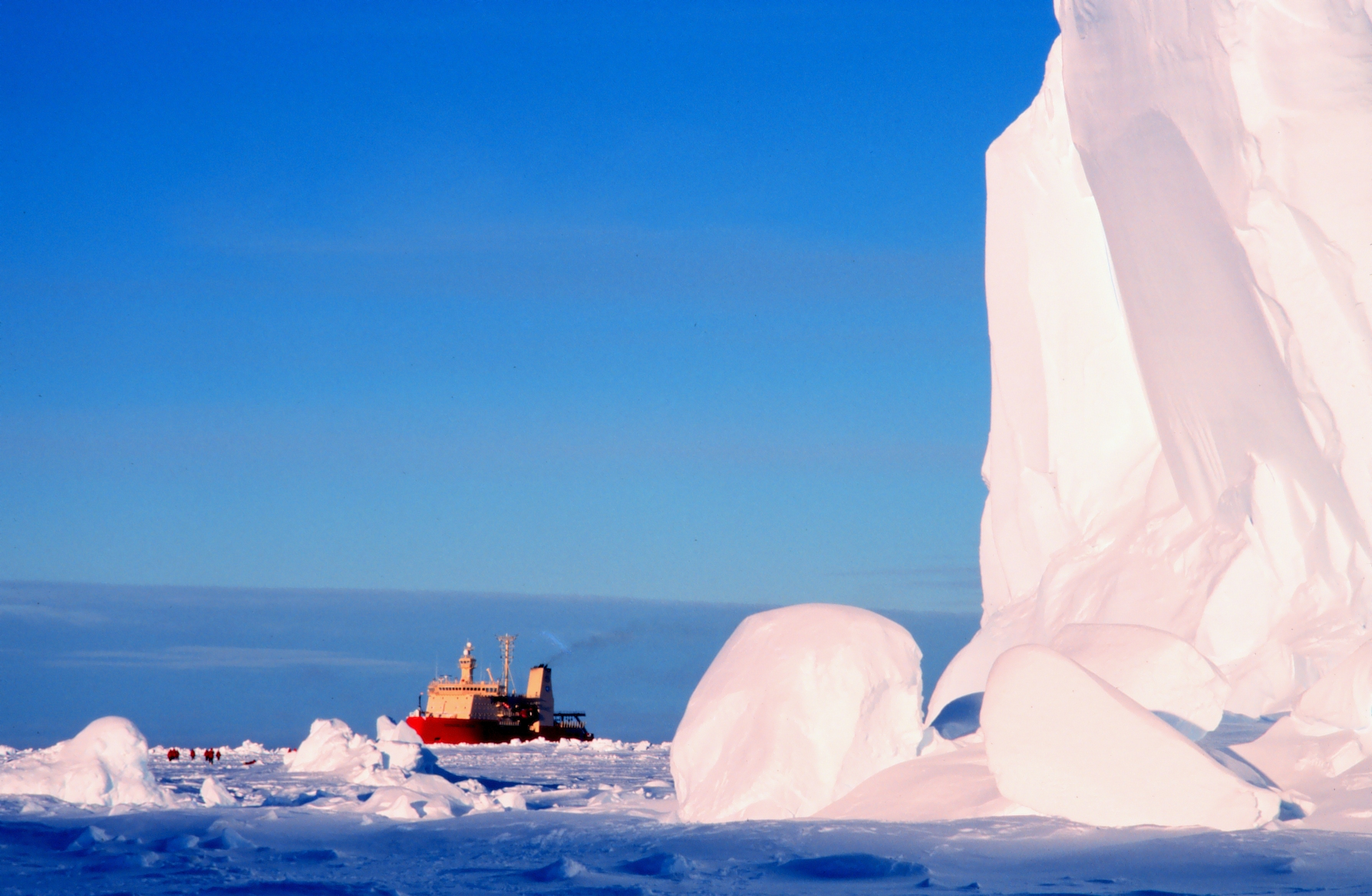
"The mystic Barrier" tại Vịnh Cá voi (Bay of Whales), gần nơi Amundsen lần đầu tiên đến

Đoàn thám hiểm đến vịnh Cá Voi nằm ở rìa Đông thềm băng Ross vào ngày 14 tháng 1 năm 1911. Amundsen hạ trại ở đây và đặt tên cho nó là Framheim, nghĩa là nhà của Fram. Trước đó, Earnest Shackleton đánh giá đây không phải là một vị trí tốt để dựng trại khi ông đến đây vào năm 1907 vì cho rằng nền băng nơi đây rất dễ vỡ và không vững vàng. Amundsen đọc qua những đánh giá của Shackleton và chú ý thấy địa hình nơi đây không thay đổi nhiều từ khi James Clark Ross tìm ra vịnh này bảy mươi năm trước, tức 1841. Ông lý luận rằng vịnh này đủ vững chắc để phục vụ mục đích của ông và đoán rằng thềm băng của khu vực này nằm chắc chắn trên các đảo nhỏ và đá ngầm. Amundsen nhận xét rằng nếu Shackleton đến vịnh trễ hơn thì có thể ông đã chọn nơi này để hạ trại. Trại của Amundsen bị trôi ra biển khi thềm băng này vỡ ra một vài ngày sau đó.(Ranulph Fiennes: Captain Scott 2003).

## Tác phẩm
- Nordvestpassagen, 2-vols, 1907. Translated as The North-West Passage: Being the Record of a Voyage of Exploration of the ship "Gjøa" 1903-1907, 1908.
- Sydpolen, 2-vols, 1912. Translated as The South Pole: An Account of the Norwegian Antarctic Expedition in the "Fram," 1910-1912, translated by A. G. Chater, 1912.
- Nordostpassagen. Maudfærden langs Asiens kyst 1918 – 1920. H. U. Sverdrups ophold blandt tsjuktsjerne. Godfred Hansens depotekspedition 1919 – 1920. Gyldendal, Kristiania 1921.
- Gjennem luften til 88° Nord (by Roald Amundsen, Lincoln Ellsworth and other members of the expedition, 1925). Translated as Our Polar Flight: The Amundsen-Ellsworth Polar Flight, 1925; also as My Polar Flight, 1925.
- Den første flukt over polhavet, with Lincoln Ellsworth and others, 1926. Translated as The First Flight Across the Polar Sea, 1927; also as The First Crossing of the Polar Sea, 1927.
- Mitt liv som polarforsker, 1927. Translated as My Life as an Explorer, 1927.